# Збірна Ямайки з футболу
Збірна Ямайки з футболу — національна футбольна команда Ямайки, яка контролюється та керується  Федерацією Футболу Ямайки.
Станом на 3 квітня 2025 посідає 63-e місце у рейтингу футбольних збірних світу.

## Чемпіонат світу
- 1930 – 1962 — не брала участі
- 1966 – 1970 — не пройшла кваліфікацію
- 1974 — відмовилась від кваліфікації
- 1978 — не пройшла кваліфікацію
- 1982 — не брала участі
- 1986 — відмовилась від кваліфікації
- 1990 – 1994 — не пройшла кваліфікацію
- 1998 — груповий етап
- 2002 – 2022 — не пройшла кваліфікацію

## Чемпіонат націй КОНКАКАФ/Золотий кубок КОНКАКАФ
- 1963 — груповий раунд
- 1965 — не брала участі
- 1967 — не пройшла кваліфікацію
- 1969 — 6 місце
- 1971 — не пройшла кваліфікацію
- 1973 — 1985 — не брала участі
- 1989 — не пройшла кваліфікацію
- 1991 — груповий етап
- 1993 —  3-є місце
- 1996 — не пройшла кваліфікацію
- 1998 — 4-е місце
- 2000 — груповий етап
- 2002 — не пройшла кваліфікацію
- 2003 — чвертьфінал
- 2005 — чвертьфінал
- 2007 — не пройшла кваліфікацію
- 2009 — груповий етап
- 2011 — чвертьфінал
- 2013 — не пройшла кваліфікацію
- 2015 —  2-е місце
- 2017 —  2-е місце
- 2019 — 4-е місце
- 2021 — чвертьфінал
- 2023 —  3-є місце
- 2025 — груповий етап

## Карибський кубок
- 1989 — не пройшла кваліфікацію
- 1991 — Переможець
- 1992 — Фіналіст
- 1993 — Фіналіст
- 1994 — не пройшла кваліфікацію
- 1995 — груповий раунд
- 1996 — груповий раунд
- 1997 — 3 місце
- 1998 — Переможець
- 1999 — 3 місце
- 2001 — груповий раунд
- 2005 — Переможець
- 2007 — не пройшла кваліфікацію
- 2008 — Переможець
- 2010 — Переможець
- 2012 — груповий раунд
- 2014 — Переможець
- 2017 — Фіналіст